# Incontrôlable (bande dessinée)
Pour les articles homonymes, voir Incontrôlable.
Incontrôlable ! est le dix-neuvième album de la série de bande dessinée Les Simpson, sorti le 25 août 2012, par les éditions Jungle. Il contient deux histoires : À la chasse au papier et Le Monstre du Golf.